# FlashGot
FlashGot — расширение браузера, позволяющее перехватывать ссылки на закачку файлов и передавать их внешнему менеджеру загрузок. Поддерживает браузеры Firefox, Netscape, Flock, а также почтовый клиент Thunderbird.

## Возможности
- Автоматическое определение установленных в системе менеджеров закачек.
- Перехват ссылок с файлами определённых в настройках расширений и передача их менеджеру закачек.
- Закачка всех ссылок на странице, фильтрация ссылок через диалоговое окно.
- Закачка ссылок из всех вкладок.
- Формирование списка ссылок для закачки по маске.
- Передача требуемого referer для ссылки.
- Поддержка Cookies.

## Список поддерживаемых менеджеров закачек

### Windows
- BitComet
- Download Accelerator Plus
- Download Master
- DownloadStudio
- FlashGet
- Free Download Manager
- Fresh Download
- GetRight
- GigaGet
- HiDownload
- iGetter
- InstantGet
- Internet Download Accelerator
- Internet Download Manager
- JDownloader
- LeechGet 2002
- LeechGet 2004
- LeechGet 2005
- Mass Downloader
- Net Transport
- NetXfer
- NetAnts
- Orbit Downloader
- ReGet Deluxe
- ReGet Junior
- ReGet Pro
- Retriever
- Star Downloader
- Thunder
- TrueDownloader
- Uget
- WellGet
- wxDownload Fast

### Linux
- Aria
- Axel Download Accelerator
- cURL
- Downloader 4 X
- Gnome Gwget
- JDownloader
- KDE KGet
- Uget
- wxDownload Fast

### Mac OS X
- Folx
- iGetter
- JDownloader
- Leech
- Speed Download
- wxDownload Fast